# Läroplan för grundsärskolan 2011
Läroplan för grundsärskolan 2011 (Lgrsär11) är ett styrdokument utgivet av Skolverket som reglerade utbildningen i Sveriges grundsärskola. Grundsärskolan var en skolform avsedd för elever med intellektuell funktionsnedsättning och erbjöd både ämnesbaserad undervisning och en träningsskoleinriktning med fokus på ämnesområden. Läroplan för grundsärskolan 2011 ersattes av läroplan för grundsärskolan 2022, som ersattes av läroplan för anpassade grundskolan 2022.

## Struktur och Innehåll
Lgrsär11 är indelad i tre huvuddelar:
- Skolans värdegrund och uppdrag: Betonar demokrati, respekt för mänskliga rättigheter, och varje elevs rätt till utveckling.
- Övergripande mål och riktlinjer: Anger normer, värden och kunskapsmål för eleverna samt riktlinjer för skolans arbete.
- Kursplaner och kunskapskrav: Specificerar målen för ämnen och ämnesområden, inklusive kunskapskrav för olika betygsnivåer.

## Huvuddrag
Lgrsär11 betonade att utbildningen ska vila på demokratins grund och främja allas lika värde. Undervisningen skulle vara individualiserad och anpassad efter varje elevs unika behov och förutsättningar för att skapa en meningsfull och utvecklande lärmiljö. Läroplanen innehöll både traditionella skolämnen, såsom matematik och svenska, och ämnesområden inom träningsskolan, exempelvis kommunikation och motorik. Bedömning och betygsättning gavs i enlighet med tydligt definierade kunskapskrav som speglar elevernas prestationer i förhållande till de uppsatta målen. Läroplanen syftade till att ge alla elever möjlighet att utvecklas och förbereda dem för ett aktivt liv i samhället.